# Russ Kun
Russ Joseph Kun (8 de septiembre de 1975) es un político nauruano que se desempeñó como presidente de Nauru de 2022 hasta su destitución en 2023. Ejerció como miembro del Parlamento de Nauru por la circunscripción de Ubenide desde 2013.

## Biografía
Russ Joseph Kun nació el 8 de septiembre de 1975. Se desempeñó como escrutador en las elecciones generales de 2003 y 2004. Se desempeñó como secretario interino del Ministerio de Comercio, Industria y Recursos en 2005. Se desempeñó como secretario principal interino en 2008 y como secretario interino del Interior en 2012. Antes de ingresar al Parlamento, trabajó para el Ministerio de Comercio, Industria y Medio Ambiente. Kun también fue miembro de la Comisión Nacional de Nauru para la UNESCO de 2008 a 2010 and from 2012 y de 2012 a 2013.
Kun fue elegido por primera vez para el Parlamento de Nauru en 2013, como uno de los cuatro miembros del distrito electoral de Ubenide. Fue reelegido en 2016, 2019 y 2022. En el último gobierno de Lionel Aingimea, Kun fue viceministro de Finanzas, Puertos, Turismo, Museos y Patrimonio Nacional.
Kun es miembro de la Organización Mundial de Parlamentarios contra la Corrupción (GOPAC). Después de asistir a un taller de GOPAC, lideró los esfuerzos para desarrollar un código de ética para el Parlamento de Nauru. Con este fin, se desempeñó como presidente del Comité Parlamentario Permanente sobre el Código de Liderazgo.
En la primera sesión del parlamento después de las elecciones generales de 2022, Kun fue el único candidato a presidente de Nauru. Prestó juramento junto con su gabinete el 29 de septiembre. Sus propias carteras incluyen la de Asuntos Exteriores y la de Justicia y Control de Fronteras.